# Fairy Pools
Koordinaten: 57° 15′ 1″ N, 6° 15′ 30″ W

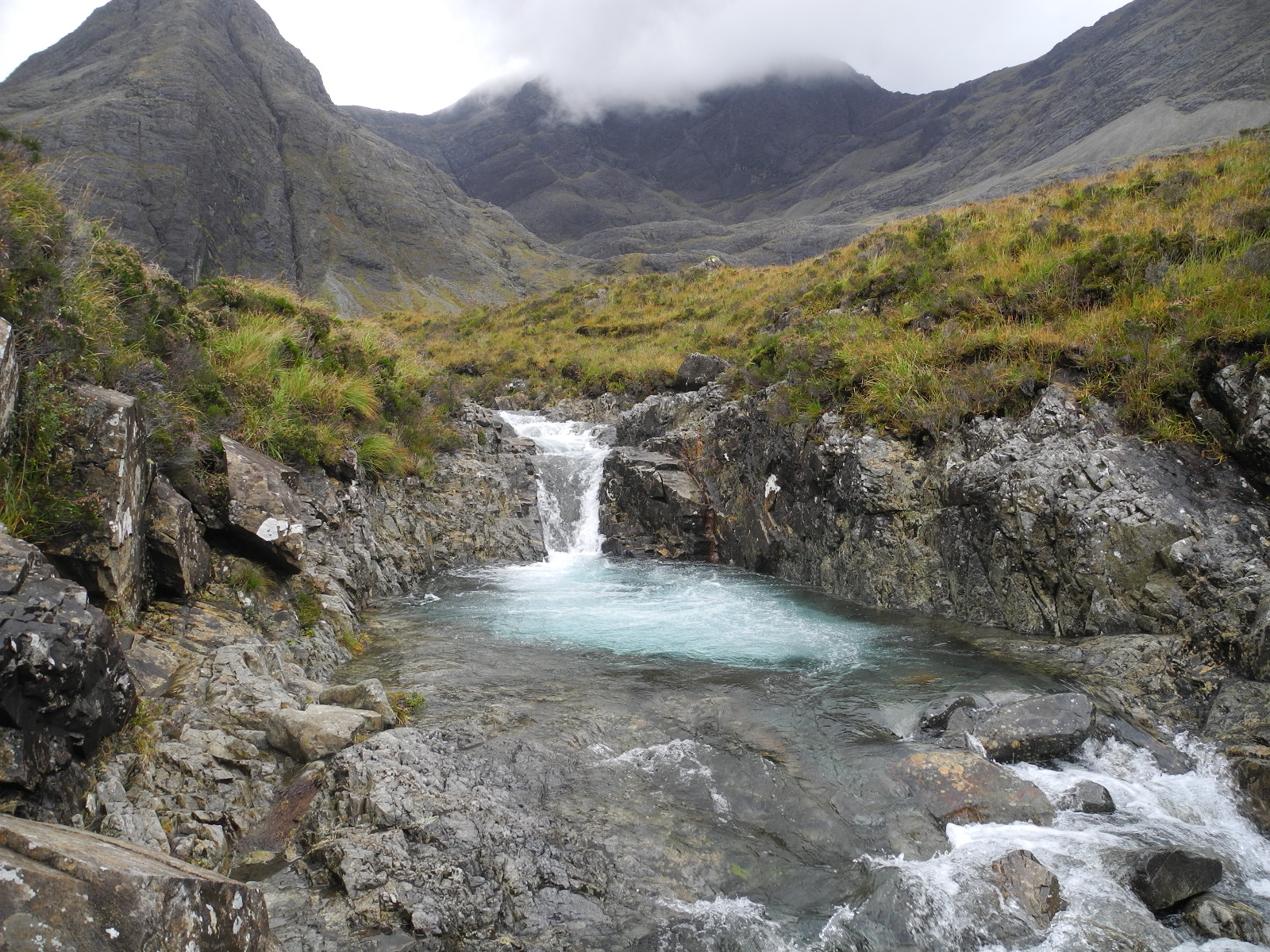
Ein Abschnitt der Fairy Pools

Die Fairy Pools (eng. für „Feenbecken“) sind eine Reihe von unterschiedlich großen, natürlichen Wasserbecken, welche durch einen kleinen Bach und kleine Wasserfälle verbunden sind.
Sie befinden sich im Tal Coire na Creiche, einem Seitental des Glen Brittle auf der schottischen Insel Skye. Das klare und kalte Wasser des Allt Coir’ a’ Mhadaidh fließt aus der Gebirgslandschaft der Black Cuillin herab. Es entspringt den Nordwesthängen des Sgùrr a’ Mhadaidh und des Bruach na Frìthe, zwei der Munros der Black Cuillin. Die nächste Ortschaft ist Carbost im Civil Parish Bracadale.
Die Fairy Pools sind ein Ziel für den Tourismus. An der Straße von Carbost durch das Glen Brittle liegt ein Parkplatz, von dem ein Wanderweg zu den Fairy Pools ausgeschildert ist.